# トラコーマ
トラコーマ（Trachoma）は、クラミジア・トラコマチス（Chlamydia trachomatis）を病原体とする感染症。伝染性の急性および慢性角結膜炎。
別名はトラホーム（Trachom、トラコーマのドイツ語読み）、顆粒性結膜炎、エジプト眼炎。

## 原因
微生物であるクラミジア・トラコマチスによる感染症である。流行地ではクラミジア・トラコマチスのA,B,C型が、垂直感染ではD,E,F,G型が病原体となることが多い。
最近、クラミジア・トラコマチス以外のクラミジアがトラコーマの原因となりうることを示す研究成果が発表された（PLoS Med 5(1): e14）。
感染力が強く、患部の直接接触による感染のほか、ハエなどの媒介者や、手指やタオルなどを介した間接接触による感染も多い。また、母親が性器クラミジア感染症を持つ場合、分娩時に産道で垂直感染することがある。

## 疫学
先進国では殆ど見られなくなったが、アジアやアフリカの発展途上国ではいまだに流行が見られる。2016年時点でも、流行地域の就学前児童の60-90％が感染し、年間190万人がトラコーマにより失明または視覚障害となっている。先進国でも見られるトラコーマは、殆どが垂直感染によるものである。
日本でも児童を中心に流行した。1919年3月27日にはトラホーム予防法が公布され、1920年には財団法人日本トラホーム予防協会（現・公益財団法人日本失明予防協会）が設立されるなど、専門的な予防や治療が行われた。第二次世界大戦後、クロルテトラサイクリン（オーレオマイシン）が治療に用いられるようになったことで症例は飛躍的に減少し、1983年にトラホーム予防法は廃止された。

## 症状
病原菌は結膜上皮細胞内に寄生する。初期には結膜に濾胞や瘢痕を形成したり、乳頭増殖したりする。その結果、充血や眼脂が見られる。慢性期には血管新生が見られ、トラコーマパンヌスと呼ばれる状態になる。
その後瘢痕を残し治癒することもあるが、さらに重症となり、上眼瞼が肥厚することがある。その結果、睫毛が偏位し角膜に接触するため、瞬きするたびに角膜を刺激し、角膜潰瘍を引き起こす。そこに重感染が起こることで、失明や非可逆性の病変を残すこととなる。
産道感染例では重症化することはほとんど無い。偽膜形成が見られる。現在は、出生直後に点眼薬を点眼する病院も多い。

## 治療
テトラサイクリンやアジスロマイシン、ニューキノロン系の抗生物質を内服あるいは点眼する。肥厚した上眼瞼は、手術による除去も可能である。

## 予後
適切な治療が行われれば完全に治癒し、死亡例は無い。

## 予防
清潔な水による洗面や洗眼、上水道や下水道の整備による正常な水や清潔な環境の整備、家畜とヒトの住居を離すなどの予防方法が挙げられる。